# 초교파 교회
초교파 교회(超敎派敎會)는 일반적으로 특정 개신교 교단과 공식적으로 제휴하지 않음으로써 다른 기독교 공동체의 고백성 또는 신조주의와 거리를 두는 교회들로 구성되어 있다. 목회자 개개인에 의해 설립되는 경우가 많으며, 역사적 교파와의 연대는 거의 없지만, 전형적으로 복음주의적인 개신교를 고수하며 개신교의 한 유형이다.

## 역사
20세기경 미국에서 최초의 비교파적 교회들이 독립적 교회 형태로 나타났다.
19세기 후반 여성연합선교협회(1861년 미국 법인)와 중국내륙선교(1865년 영국 법인)를 시작으로 비파민적, 특히 종교간 선교단체들이 성장했다. 후에 창설된 미국 선교단체로는 기독교와 선교동맹(1887), 복음주의동맹선교(1890), 수단내부선교(1893), 아프리카내륙선교(1895) 등이 있다.
비교파적 집단은 21세기, 특히 미국에서 중요하고 지속적인 성장을 경험했다. 단일 집단으로 결합하면, 초교파 교회는 신자 수에서 로마 가톨릭 교회와 남침례회에 이어 2010년 미국에서 세 번째로 큰 기독교 집단을 대표할 것이다. 아시아, 특히 싱가포르와 말레이시아에서도 1990년대 이후 이런 교회들이 더 많다.

## 특성
초교파 교회는 그들의 재단으로부터 선택에 의해서든 혹은 어느 시점에서 그들의 역사에서 그들의 출신 교단과 분리되었기 때문에 복음주의 운동의 특정한 분모적 흐름에 소속되어 있지 않다. 마찬가지로 초교파는 규모, 예배, 기타 특성이 다양하다. 비록 독립적이긴 하지만, 많은 비지배적 집단은 IFCA International (미국 기독교 근본주의 독립교회협의회)과 같은 더 넓은 집단의 네트워크와 제휴하는 것을 선택한다.
초교파 교회는 비록 자율적이고 다른 공식적인 표지가 없음에도 불구하고 복음주의 운동으로부터 인정받고 있다.
그 움직임은 특히 메가처치에서 볼 수 있다.

## 같이 보기
- 복음주의
- 예수주의
- 지방교회
- 무교회주의